# Polyethylen-furan-2,5-dikarboxylát
Polyethylen-furan-2,5-dikarboxylát, jinak také poly(ethylen-furan-2,5-dikarboxylát), polyethylenfuranoát nebo poly(ethylenfuranoát), zkráceně PEF, je polymer vyráběný polykondenzací (prostřednictvím polymerizace s otevíráním kruhu) kyseliny furan-2,5-dikarboxylové a ethylenglykolu. Jako aromatický polyester odvozený od ethylenglykolu je analogem polyethylentereftalátu (PET) a polyethylennaftalátu (PEN). PEF je znám od roku 1951, větší využití získal poté, co byla v roce 2004 kyselina furan-2,5-dikarboxylová, jeho stavební prvek, navržena jako bionáhrada kyseliny tereftalové.

## Výhody oproti PET
Použití PTA vyrobeného z biologicky získané kyseliny furandikarboxylové místo PET může výrazně omezit emise skleníkových plynů a sloužit jako náhrada neobnovitelných zdrojů. PEF také ve srovnání s PET hůře propouští kyslík, oxid uhličitý a vodní páru, takže je jeho vhodnou náhradou při výrobě obalů na potraviny a lahví.

## Výroba
Průmyslová výroba PEF začala v roce 2011 v pilotním provozu v Nizozemsku.
V roce 2019 dosáhla celosvětová výroba 2250 tun (Ø cena 12 USD/kg), s použitím cca 75 % na láhve, 20 % na textilní vlákna a 5 % na fólie. K hlavním výrobcům patří: Avantium Technologies B.V., Danone S.A., Toyobo Co., Ltd., Alpla a 
Coca-Cola Company.